# John Brown (Dartspieler)
John Brown (* 18. Oktober 1999 in Bristol) ist ein englischer Dartspieler.

## Karriere
Über den JDC Qualifier qualifizierte sich John Brown für die PDC World Youth Championship 2016. Dort spielte er sich bis ins Viertelfinale, wo er schließlich dem späteren Junioren-Weltmeister Corey Cadby aus Australien unterlag. Ein Jahr später nahm er an den UK Open Qualifiers 2017 teil und erreichte auf der PDC Development Tour zwei Mal ein Viertelfinale. Bei der PDC World Youth Championship 2017 schied er in der zweiten Runde gegen den Deutschen Max Hopp aus. Er spielte zudem die Challenge Tour der PDC konnte jedoch keine Erfolge erzielen. Auch 2018 verlief für Brown eher erfolglos, erst im November konnte er auf der Development Tour ein Halbfinale erreichen. Bei der PDC World Youth Championship 2018 und 2019 schied Brown bereits in der Gruppenphase aus. Bei der PDC Qualifying School sicherte sich Steve Brown eine Tour Card, die ihn für die nächsten zwei Jahre zur Teilnahme an Turnieren auf der PDC Pro Tour berechtigt. Ein Jahr zuvor war dies seinem Vater Steve Brown gelungen. Damit sind die beiden Spieler aus Bristol die ersten beiden Inhaber einer Tour Card, die in einer Vater-Sohn-Beziehung stehen. Bei den UK Open 2021 debütierte John Brown bei einem Major-Turnier und konnte direkt die fünfte Runde erreichen. Dort schied er mit 1:10 gegen seinen Landsmann Chris Dobey aus.
Ende 2022 verlor Brown seine Tour Card wieder. Auf der Teilnehmerliste für die PDC Qualifying School 2023 tauchte er daraufhin nicht auf. Erst 2025 war Brown wieder bei der Q-School dabei. Er schaffte es dabei auch in die Final Stage, wo er am letzten Tag sogar das Halbfinale erreichte. Dieser Erfolg brachte ihm fünf Punkte in der Rangliste, die jedoch nicht zum Gewinn einer Tour Card ausreichten.

## Weltmeisterschaftsresultate

### JDC
- 2015: Halbfinale (0:5-Niederlage gegen  Daniel Perry)

### PDC-Junioren
- 2016: Viertelfinale (2:6-Niederlage gegen  Corey Cadby)
- 2017: 2. Runde (1:6-Niederlage gegen  Max Hopp)
- 2018: Gruppenphase (2:5-Niederlage gegen  Mats Gies und 2:5-Niederlage gegen  Brian Raman)
- 2019: Gruppenphase (2:5-Niederlage gegen  Greg Ritchie und 2:5-Niederlage gegen  Stephen Rosney)
- 2020: Gruppenphase (5:4-Sieg gegen  Thomas Cromwell und 0:5-Niederlage gegen  Keane Barry)
- 2021: Gruppenphase (0:4-Niederlage gegen  Callan Rydz, 1:4-Niederlage gegen  Owen Roelofs und 1:4-Niederlage gegen  Jack Male)
- 2022: Gruppenphase (2:5-Niederlage gegen  Youri Brouwer, 5:4-Niederlage gegen  Sam Coenders)